# 汉中路 (上海)
汉中路是中華人民共和國上海市靜安區一條西南-東北走向道路。道路西南起自光復路，東北至華盛路。道路全长680米，宽17米，為沥青路面。道路始建於1912年，一開始名為南梅园。1916年更名為漢中路，路名來自於陝西漢中。